# 43 Persei
43 Persei (A Persei) é uma estrela na direção da Perseus. Possui uma ascensão reta de 03h 56m 36.44s e uma declinação de +50° 41′ 44.5″. Sua magnitude aparente é igual a 5.28. Considerando sua distância de 133 anos-luz em relação à Terra, sua magnitude absoluta é igual a 0.93. Pertence à classe espectral F5IV.